# Der Frauen Natur und Recht

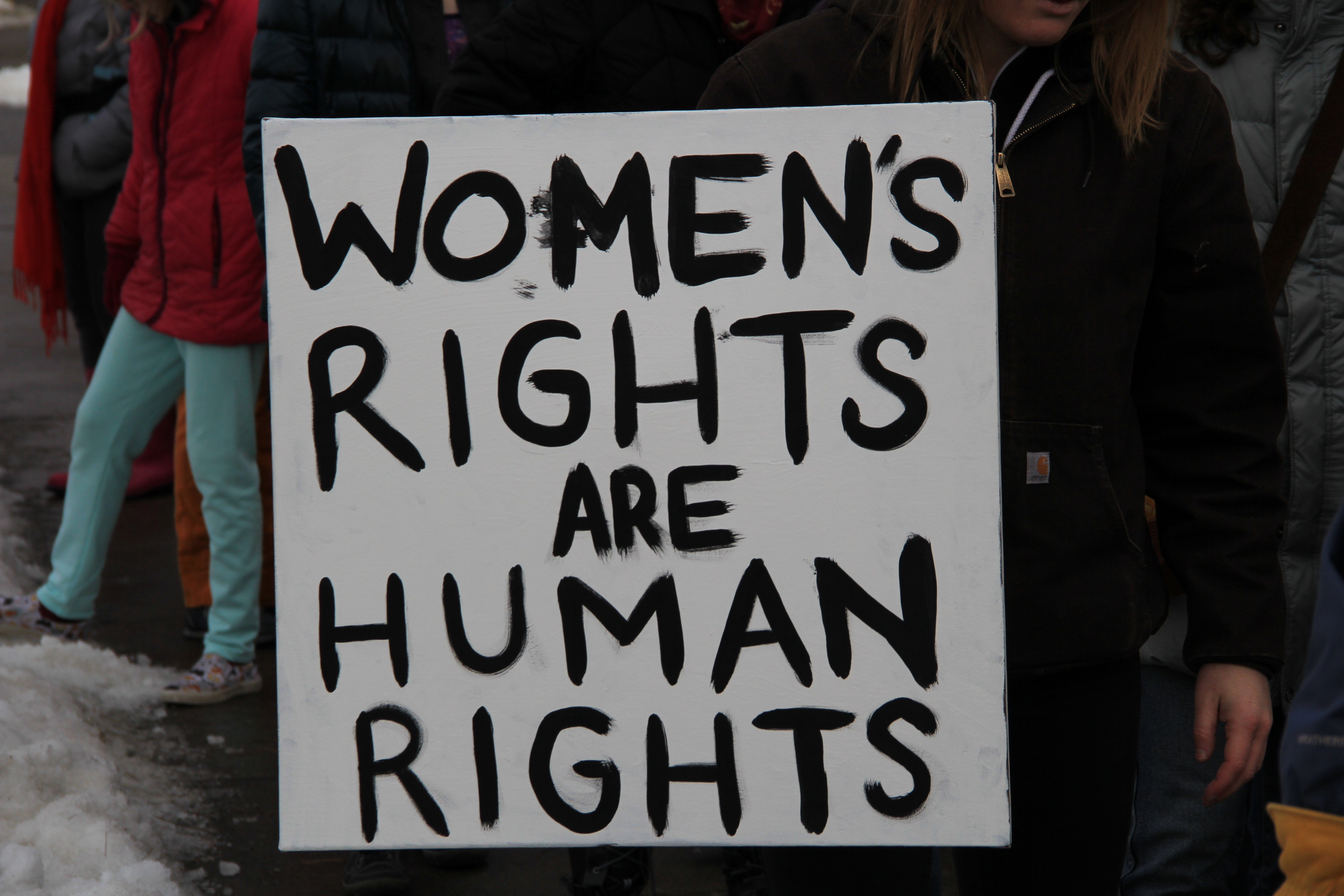
Plakat bei einem Frauenmarsch in Montana (2018) – Die Idee des Slogans stammt von Hedwig Dohm

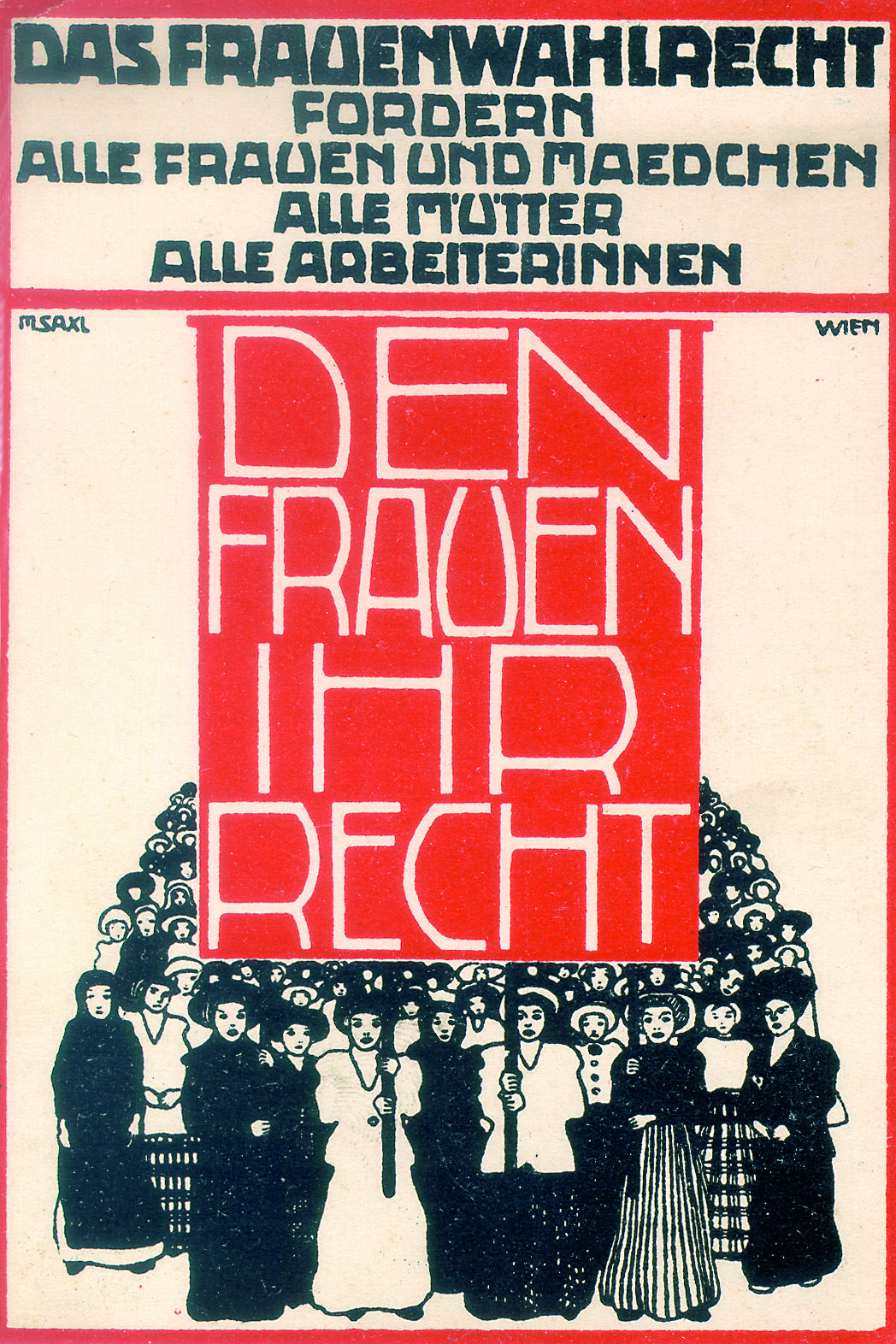
Plakat von Marianne Saxl-Deutsch, Wien, 1912

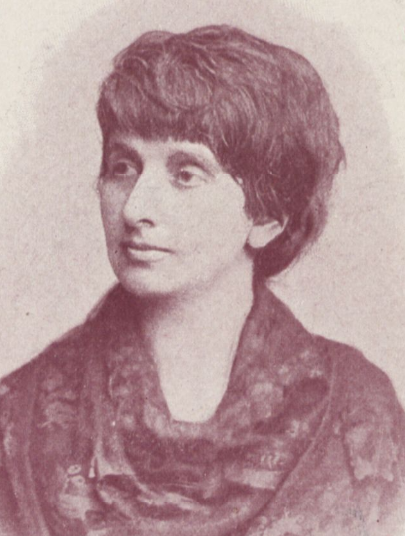
Hedwig Dohm, 1898

Der Frauen Natur und Recht, ein 1876 im Verlag Wedekind & Schwieger, Berlin, veröffentlichter Essay von Hedwig Dohm, behandelt die Problemkreise der den Frauen zugeschriebenen Eigenschaften und die Notwendigkeit des „Stimmrechts für Frauen“ oder des Frauenwahlrechts. Der lockere, oft ironisch-satirische Stil ist dem gesellschaftspolitischen Thema angemessen, denn in anderen Ländern war man hinsichtlich der Organisation von Vereinen zum Frauenwahl- oder Stimmrecht schon weiter als im neuen Kaiserreich von 1871. Die gesellschaftliche Rolle der Frau hatte sich in Deutschland weniger stark verändert als im Vereinigten Königreich oder in den Vereinigten Staaten von Amerika. Und wie überall kam es auf das Verhalten der Männer an, die die politische und militärische Macht in ihren Händen hielten, wenn es um die Veränderung des Wahlrechts und die Gleichberechtigung der Frau ging.
Mit ihrer 1876 veröffentlichten Schrift Der Frauen Natur und Recht heizte sie die bis dahin vorsichtige Debatte um die Einführung des Frauenwahlrechts an. Sie machte sich nicht mehr die Mühe, zu erklären, warum die Frauen das Wahlrecht benötigten, sie fragte vielmehr nach, warum sie es immer noch nicht hatten.

## Der Frauen Natur und Recht

### Inhalt des Essays
Der Essay besteht aus zwei Teilen, im ersten stellt sie anhand vieler Beispiele die Einschätzung der Frau durch den Mann dar. Sie stellt für die Untersuchung fünf Fragen:
1. Welche Eigenschaften haben die Frauen nach dem Dafürhalten der Majorität der Menschen?
2. Aus welchen Eigenschaften sollte oder müsste der Geschlechtscharakter des Weibes bestehen nach dem Verdikt der Männer?
3. Warum verlangen die Männer gerade diese Eigenschaften von den Frauen?
4. Welche Eigenschaften haben die Frauen wirklich?
5. Bilden diese Eigenschaften den Geschlechtscharakter des Weibes?

Sie schließt ihre Darlegungen, die sehr argumentativ und manchmal witzig und ironisch auf die männlichen Gedanken und Wünsche hinsichtlich der Frauen eingehen, die diese nach ihren Vorstellungen „dressieren“ wollen, mit dem etwas pathetischen Schluss, dass sich die wahre Natur der Frau in der Zukunft durchsetzen und anerkannt werden wird:

„Dieses innere Drängen des Weibes nach Entwickelung ihrer Kräfte ist nicht eine Corruption der Natur, sondern die inbrünstige Sehnsucht, zu ihr zurückzukehren.
Wir suchen noch heut das Ideal des Weibes in einer Richtung, die dem Fortschritt feindlich entgegensteht, und streben darnach, die Dressur zu vervollkommnen.
Idealität aber hat nichts zu schaffen mit einer solchen sittlichen Galvanisirung, sondern sie geht Hand in Hand mit der Natur. Und das ist der Kampf, der sich in der Seele des Weibes vollzieht - der Kampf zwischen Natur und Dressur.
Wer in diesem Kampfe siegen wird?
Nicht die Dressur; denn sie ist das Werk abgestorbener Generationen.
Aus der Zukunft aber, einer fernen vielleicht, wenn der freien Entwickelung des Weibes keine Schranke mehr gesetzt ist, wird ein Geschlecht emporblühen, dessen Herrlichkeit wir heut kaum ahnen, ein Geschlecht voll Schönheit und Grazie, voll Kraft und Intelligenz, denn schließlich bleibt die Natur immer Siegerin, weil sie eins ist mit der Wahrheit und unzerstörbar.“

Im zweiten Teil geht es um die Gründe und Argumente der Männer hinsichtlich des Stimmrechts, die in folgende Thesen zusammengefasst werden:
1. Die Frauen brauchen das Stimmrecht nicht,
2. Die Frauen wollen das Stimmrecht nicht,
3. Sie haben nicht die Fähigkeit, es auszuüben,
4. Ihr Geschlecht schließt die Frau selbstverständlich von jeder politischen Aktion aus.

All diese oft lächerlichen Argumente der Männer werden ausführlich behandelt und sehr oft ad absurdum geführt. Dann geht sie im Schlussteil ihrer Ausführungen auf die zwei wichtigsten Argumente der Frauen für das Stimmrecht ein:

„Wir haben einige Hauptgründe der Männer gegen das Stimmrecht der Frauen erörtert, wenden wir uns jetzt einigen Argumenten zu, auf welche die Frauen ihre politischen Ansprüche stützen.
1. Die Frauen fordern das Stimmrecht als ein ihnen natürlich zukommendes Recht.
2. Sie fordern es als eine sittliche Nothwendigkeit, als ein Mittel zur Veredelung ihrer selbst und des Menschengeschlechts.

Die unmittelbaren, praktischen Folgen des Stimmrechts sind vielleicht nicht die wichtigsten. Die Hauptsache aber ist dies: die Gewährung des Stimmrechts ist der Schritt über den Rubikon. Erst mit dem Stimmrecht der Frauen beginnt die Agitation für jene großartigen Reformen, die das Ziel unserer Bestrebungen sind. Die Theilnahme am politischen Leben macht alle anderen Fragen zu offenen.
Die Frauen fordern das Stimmrecht als ihr Recht. Warum soll ich erst beweisen, daß ich ein Recht dazu habe? Ich bin ein Mensch, ich denke, ich fühle, ich bin Bürgerin des Staats, ich gehöre nicht zur Kaste der Verbrecher, ich lebe nicht von Almosen, das sind die Beweise, die ich für meinen Anspruch beizubringen habe. Der Mann bedarf, um das Stimmrecht zu üben, eines bestimmten Wohnsitzes, eines bestimmten Alters, eines Besitzes, warum braucht die Frau noch mehr? Warum ist die Frau gleichgestellt Idioten und Verbrechern? nein, nicht den Verbrechern. Der Verbrecher wird nur zeitweise seiner politischen Rechte beraubt, nur die Frau und der Idiot gehören in dieselbe politische Kategorie.“

Dagegen lässt sich aus heutiger Sicht nicht viel sagen, im Kaiserreich war die Meinung noch sehr verschieden von der heutigen allgemeinen Meinung. Aber wie die Frauen ihr Stimmrecht erlangen, wie sie das Frauenwahlrecht erkämpfen können, das bleibt bis dahin im Essay noch offen. Gegen Ende des Texts stellt die Verfasserin die entscheidende Frage nach der Erlangung der Macht und der Durchsetzung der Forderungen in Deutschland. Es wird schließlich auf die Vernunft der Männer und Menschen insgesamt gesetzt, gemäß der Devise, dass die Menschenrechte kein Geschlecht hätten, also das Stimmrecht den Frauen vom Naturrecht her zustehe.

„Wodurch erlangt Ihr Macht?
Vorläufig einzig und allein durch die Concentrirung aller weiblichen Kräfte, die für die politischen Rechte der Frauen einzutreten bereit sind, durch die Organisation und energische Leitung von Vereinen.
In jeder größeren Stadt Englands und der Vereinigten Staaten bestehen Stimmrechtsvereine der Frauen. Nicht so in Deutschland. Vielleicht gibt es auch bei uns viele Frauen, die nur durch den Mangel einer Organisation verhindert sind, eine agitatorische Thätigkeit zu entfalten und Wort und That einzusetzen für die großen Frauenreformen der Zukunft. Oder will die deutsche Frau, das immermüde Dornröschen, ewig schlafen? Erwachet, Deutschlands Frauen, wenn Ihr ein Herz habt zu fühlen die Leiden Eurer Mitschwestern und Thränen sie zu beweinen, mögt Ihr selbst auch im Schooß des Glückes ruhen. Erwachet, wenn Ihr Grimm genug habt, Eure Erniedrigung zu fühlen und Verstand genug, um die Quellen Eures Elends zu erkennen. Fordert das Stimmrecht, denn nur über das Stimmrecht geht der Weg zur Selbstständigkeit und Ebenbürtigkeit, zur Freiheit und zum Glück der Frau. Ohne politische Rechte seid Ihr, Eure Seelen mögen von Mitleid, Güte und Edelsinn überfließen, den ungeheuersten Verbrechen gegenüber, die an Eurem Geschlecht begangen werden, machtlos.
Rafft Euch empor! Organisirt Euch! Zeigt, daß Ihr einer begeisterten Hingebung fähig seid und durch Eure That und Euer Wort erweckt die Gewissen der Menschen, erschüttert ihre Herzen und überzeugt die Geister! Verlaßt Euch nicht auf die Hülfe der deutschen Männer! Wir haben wenig Freunde und Gesinnungsgenossen unter ihnen. Viele loben und lieben die Frauen, sie schmeicheln ihnen und sind gern bereit, ihnen gegenüber die Vorsehung zu spielen, wenn ihnen keine allzu großen Opfer zugemuthet werden. Ihnen aber hülfreich zur Seite zu stehen, wo es sich um die Erlangung ihres unsterblichen Bürgerrechtes im Menschenthum handelt, dazu möchten sich Wenige bereit finden lassen.

Seid muthig, hilf dir selbst, so wird Gott dir helfen. Gedenkt des kühnen Wortes des Amerikaners Emerson: »Thue immer, was du dich zu thun scheust.«
Ihr armen Frauen und Opfer des Geschlechtsdespotismus, Ihr habt bis jetzt das Meer des Lebens befahren ohne Steuer und ohne Segel und darum habt Ihr selten das Ufer erreicht und das Schiff Eures Glücks ist zumeist gescheitert an der Windstille oder im Sturm. Lasset das Stimmrecht fortan Euer Steuer sein, Eure eigne Kraft sei Euer Segel, und dann vertraut Euch getrost dem Meere an, seinem Sturm und seinen Klippen, und über kurz oder lang werdet Ihr Land erblicken, das Land, das Ihr »mit der Seele suchtet« seit Jahrhunderten, ja seit Jahrtausenden, das Land, wo die Frauen nicht den Männern, sondern sich selber angehören. Als der Engländer Somerset einen Sklaven mit nach England brachte, erklärte, trotz der Vorurtheile seiner Zeit, Lord Mansfield, der Sklave sei frei aus dem einfachen Grunde, weil in England kein Mensch ein Sklave sein könne.
So sind auch die Frauen frei, weil in einem Staate freier Menschen es keine Unfreien geben kann.
Die Menschenrechte haben kein Geschlecht. (Hervorhebung durch Bearbeiter)“

### Weitere frühe Schriften
In den ersten produktiven 1870er Jahren sind folgende Texte entstanden:

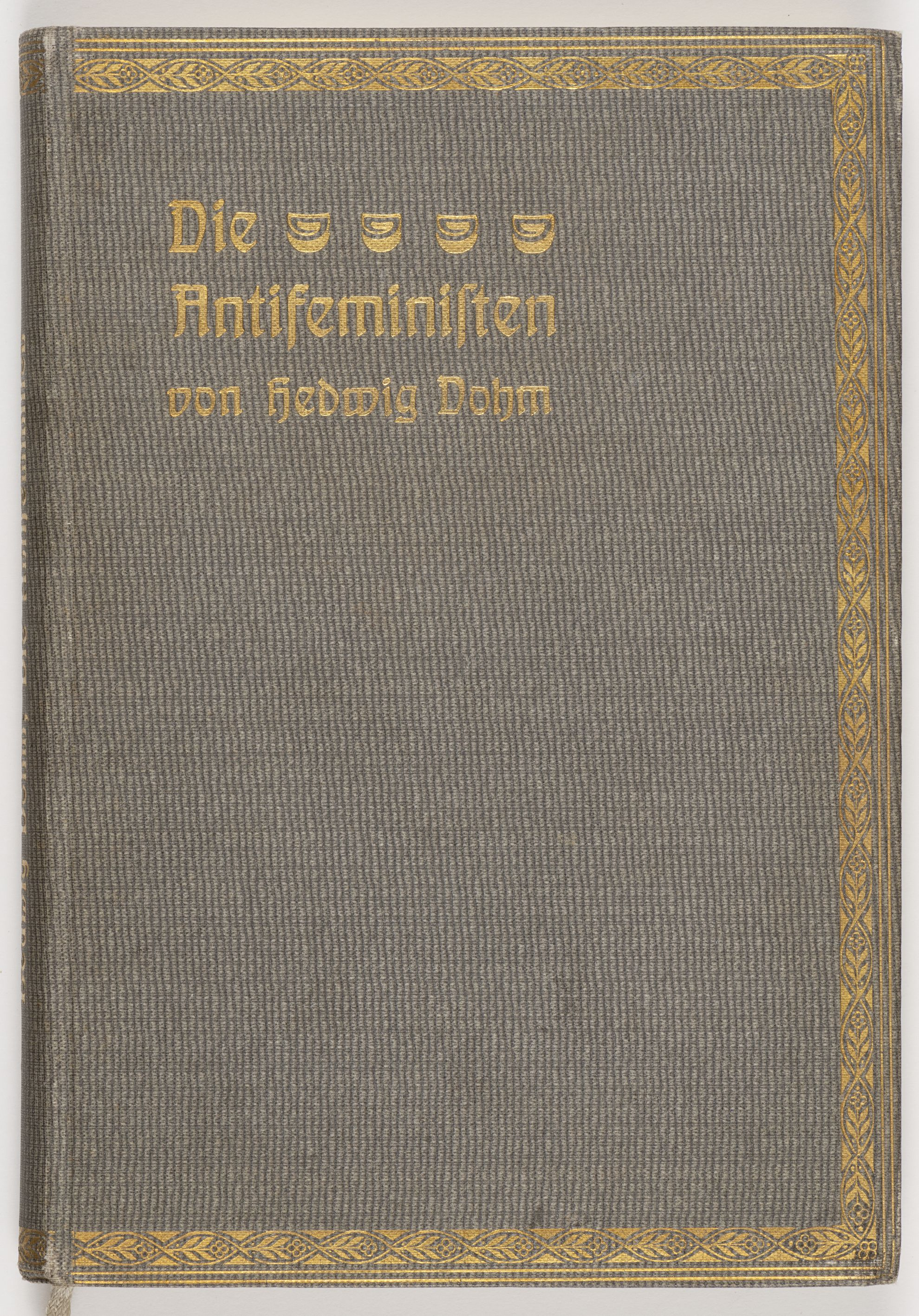
Erstausgabe von Die Antifeministen, eine Schrift aus der späten Schaffensperiode von Hedwig Dohm

- Was die Pastoren von den Frauen denken, 1872
  - Neuausgabe Was die Pastoren denken. Ala, Zürich 1986, ISBN 3-85509-027-0
- Der Jesuitismus im Hausstande. Ein Beitrag zur Frauenfrage. 1873
  - Neuausgabe Falsche Madonnen. Jesuitismus im Hausstande von 1893. Ala, Zürich 1989, ISBN 3-85509-030-0
- Die wissenschaftliche Emancipation der Frauen, 1874
  - Neuausgabe Emanzipation. Die wissenschaftliche Emancipation der Frauen. Der Text von 1874 (und weitere Schriften von und über Dohm bis 1919.) Ala, Zürich 1977, ISBN 3-85509-008-4 (Über den Universitäts-Zugang. Auch in Marlis Gerhardt, Hg.: Essays berühmter Frauen. Lou Andreas-Salomé; Hannah Arendt; Else Lasker-Schüler; Marieluise Fleißer; Ulrike Meinhof; Silvia Bovenschen u. a. Insel, Frankfurt am Main 1997, ISBN 3-458-33641-9)

## Wikilinks
- Literatur von und über Der Frauen Natur und Recht im Katalog der Deutschen Nationalbibliothek
- Die Edition Hedwig Dohm